# Angsthaas en Stuntkip
Angsthaas en Stuntkip zijn twee handpoppen die sinds september 2008 voorkomen in Sesamstraat. Ze komen altijd tezamen voor.
Filmpjes met Angsthaas en Stuntkip verlopen telkens volgens eenzelfde patroon: journalist Angsthaas is ter plaatse wanneer Stuntkip een gevaarlijke handeling verricht. Althans, in de ogen van Angsthaas. Het betreft dan zaken zoals naar de dokter gaan, iets waarvan Stuntkip het probleem niet ziet. Dit om kinderen te leren omgaan met dingen die ze als eng zouden kunnen ervaren.
De filmpjes spelen zich af in de mensenwereld, zoals op straat in Amsterdam of in een klas vol kleuters. Geregeld speelt er een bekende Nederlander mee in een Angsthaas en Stuntkip-videoclip. Enkele voorbeelden zijn Nelly Frijda, Theo Maassen en Rifka Lodeizen. 
Angsthaas wordt gespeeld door Jogchem Jalink, Stuntkip door Eric-Jan Lens. 